# レオ・カール・フォン・エスターライヒ
レオ・カール・フォン・エスターライヒ（Leo Karl von Österreich, 1893年7月5日 - 1939年4月28日）は、オーストリア＝ハンガリーおよびポーランドの軍人。ハプスブルク＝ロートリンゲン家の分枝テシェン公爵家の公子。
1919年にポーランド国籍を取得し、レオン・カロル・ハプスブルク＝ロタルィンスキ（Leon Karol Habsburg-Lotaryński）と名乗った。

## 生涯
二重帝国海軍の提督を務めるカール・シュテファン大公と、その妻でハプスブルク＝トスカーナ家出身のマリア・テレジア大公女の間の第五子、次男として、オーストリア帝国領のポーラ（現在のクロアチア領プーラ）で生まれた。全名はレオ・カール・マリア・キリル・メトート（Leo Karl Maria Kyrill Method）。イストリア半島で幼少期を過ごし、ウィーンの実科中等学校（Realgymnasium）で学んだ後、家族と一緒にガリツィア西部の所領ザイブッシュ（現在のポーランド領ジヴィエツ）に移った。
第一次世界大戦では大尉として東部戦線で従軍した。1915年に金羊毛騎士団の騎士に叙任されている。大戦中、父と兄カール・アルブレヒトは、中央同盟国の傀儡国家であるポーランド摂政王国の国王候補となった。また、弟ヴィルヘルムも1918年にウクライナの国王に推された。
カール・シュテファン大公一家は、1918年に本拠のジヴィエツの所領が新生ポーランド国家の領域に組み込まれた後も、ポーランドに留まることを選択した。レオ・カールは1919年にポーランド国籍を取得してポーランド軍に入隊し（すでに1918年11月の時点でポーランド軍に入隊届を提出していた）、ポーランド・ウクライナ戦争、ポーランド・ソビエト戦争を戦った。ポーランド陸軍ではレシュノに駐屯する第17槍騎兵連隊所属の大尉であった。
1919年2月28日、ポーランド共和国政府は公式声明によって国内に居住するハプスブルク家の人間の資産の保持を認めた。これにより、一時的に差し押さえられていたカール・シュテファン大公一家のジヴィエツの所領（5万3263haの農地、4万8446haの森林からなる）は1924年に大公に返還された。財産の返還が実現した背景には、レオ・カールの従兄にあたるスペイン王アルフォンソ13世がポーランド大統領に抗議をしたという事情もある。
1933年にカール・シュテファンが死ぬと、ジヴィエツの所領は同じくポーランドで暮らす2人の息子カール・アルブレヒトとレオ・カールに相続された。レオ・カールは上シレジアのベストフィナの所領を分与され、妻子と一緒にこの所領に住んだ。1939年の春、結核のため45歳の若さで病死した。

## 結婚と子女
1922年10月4日にウィーンにおいて、モンジョワ＝ヴォフレ・エ・ド・ラ・ロッシュ女伯マリー＝クロティルド・ド・テュイレル（1893年 - 1978年）と結婚し、間に5人の子女をもうけた。なお、この結婚は家内法により貴賤結婚とされた。
- マリア・デジデラータ・テレーザ・フィデリス・イレーネ・メヒティルディス・エレオノーレ（1923年 - 1988年） - 1947年、ハルティヒ伯爵ヴォルフガングと結婚
- メヒティルディス・マリア・イレーネ・フィデリス（1924年 - 1990年） - 1948年、ピアッティ侯爵マンフレートと結婚
- エリーザベト・イレーネ・マリア・フィデリス（1927年 - ）
- レオ・シュテファン・マリア・カール・ヴォルフガング・ルドルフ・フィデリス（1928年 - ） - 1962年にガビー・クーネルトと結婚し1966年に離婚、1973年にハイジ・アイグナーと再婚
- フーゴー・カール・マリア・レオ・フィデリス（1930年 - 1981年） - 1972年、エレオノーレ・クリステンと結婚